# Pólibo (rey de Corinto)
En la mitología griega, Pólibo (Πόλυβος / Pólybos) fue rey de Corinto y esposo de Mérope o Peribea. Rescató y adoptó como hijo a Edipo luego de que este fuera abandonado por su verdadero padre: el rey de Tebas Layo, a quien el oráculo de Delfos había aconsejado que no tuviera hijos. Edipo fue entregado a Pólibo por unos pastores que hallaron al niño colgado de los pies en el monte Citerón, al ser abandonado por un súbdito del rey Layo bajo sus órdenes. Cuando Edipo era un adolescente escuchó rumores de que no era hijo verdadero de Pólibo y Mérope, así que consultó por su cuenta al oráculo de Delfos, quien predijo que él asesinaría a su padre y se casaría con su propia madre. Edipo, al no saber que estos no eran sus verdaderos padres, huyó hacia Tebas para que la profecía no se hiciera realidad. 